# Droit dérivé de l'Union européenne
Le droit dérivé de l'Union européenne est l'ensemble du droit édicté par les institutions de l'Union européenne sur le fondement des traités adoptés par ses États membres.
Si les traités disposent de certains types d'actes juridiques, certains n'ont pas de définition, et d'autres même sont issus de la pratique des institutions.  
L'article 288 du TFUE dispose des règlements, directives, décisions, recommandations et avis. Toutefois, le TFUE fait aussi référence à ces termes pour d'autres situations : par exemple, l'article 218 du TFUE fait référence au terme « directive » dans le cadre de négociations d'accords internationaux, sans rapport avec les directives définies à l'article 288 du TFUE.
À ces actes prévus dans les traités s'ajoutent ceux qui sont issus de la pratique des institutions, que l'on appelle actes innomés ou atypiques, classés par la doctrine ; c'est le cas des actes préparatoires de législation, des communications, des guides d'action, des lignes directrices, ou encore des accords inter-institutionnels.